# Route de quarante sous

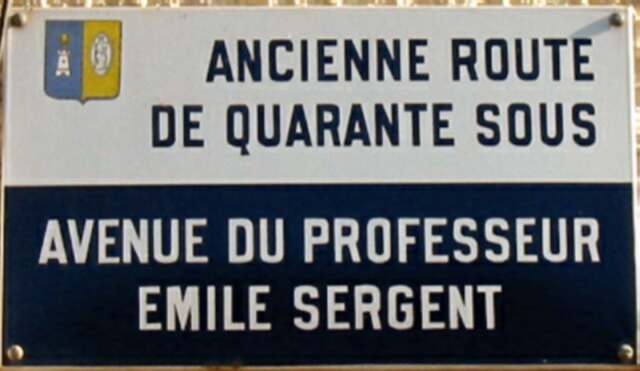
Plaque de rue à Épône.

La route de quarante sous est le surnom donné autrefois à une portion de la route nationale 13, aujourd'hui déclassée en route départementale, dans sa traversée des Yvelines (France) entre Saint-Germain-en-Laye et Mantes-la-Jolie. L'origine de ce surnom serait due aux salaires des ouvriers, construisant cette route, payés 40 sous,.

## Le tracé

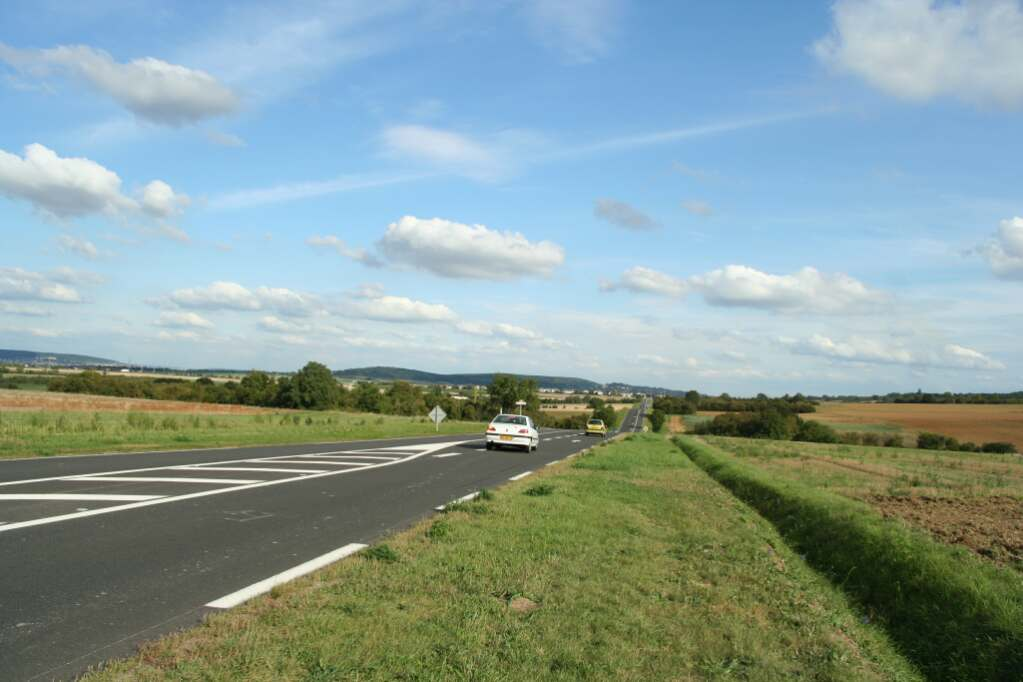
La route à la traversée de Bouafle.

Cette route, longue d'environ 40 km, entièrement située sur la rive gauche de la Seine, suit la corde d'une large boucle du fleuve, coupant directement à travers la campagne. Cela lui donne un profil mouvementé, en montagnes russes, dans sa partie médiane. À partir de Saint-Germain-en-Laye, elle traverse successivement Chambourcy, la Maladrerie de Poissy, Orgeval, Morainvilliers, Ecquevilly, Flins-sur-Seine, Aubergenville, Épône, Mézières-sur-Seine et Mantes-la-Ville. 
C'est une route à deux voies, avec quelques créneaux de dépassement à trois voies, sauf dans les traversées d'Orgeval et d'Aubergenville où elle est partiellement aménagée en 2 × 2 voies. De la sortie de Saint-Germain-en-Laye à Orgeval, elle dessert une importante zone commerciale. Dans ce secteur urbanisé, la circulation est dense et souvent encombrée. 

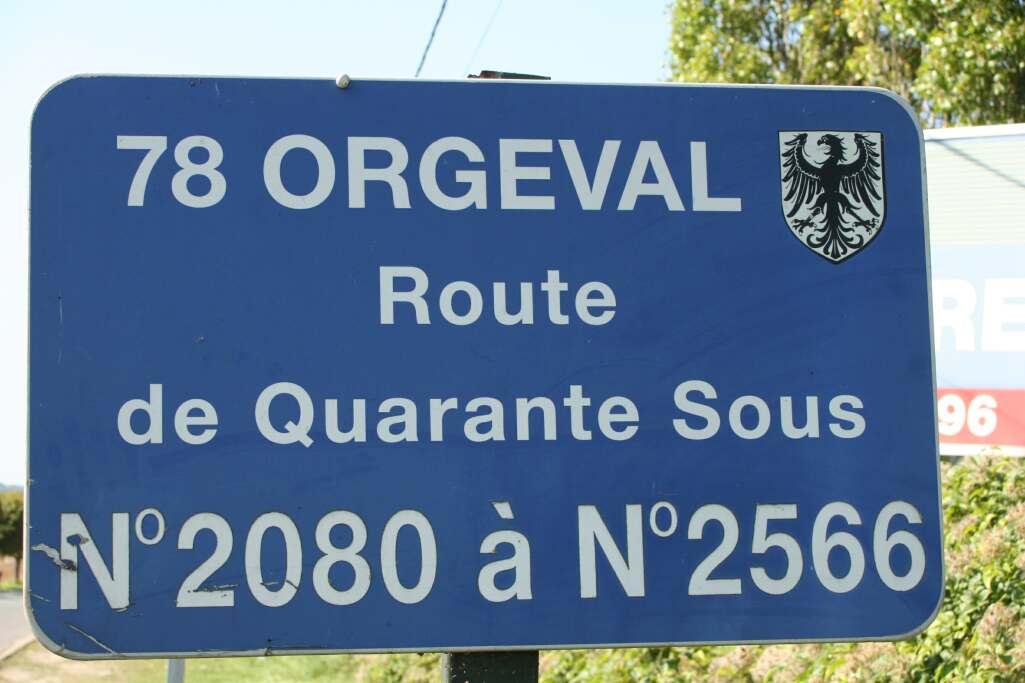
Panneau à Orgeval.

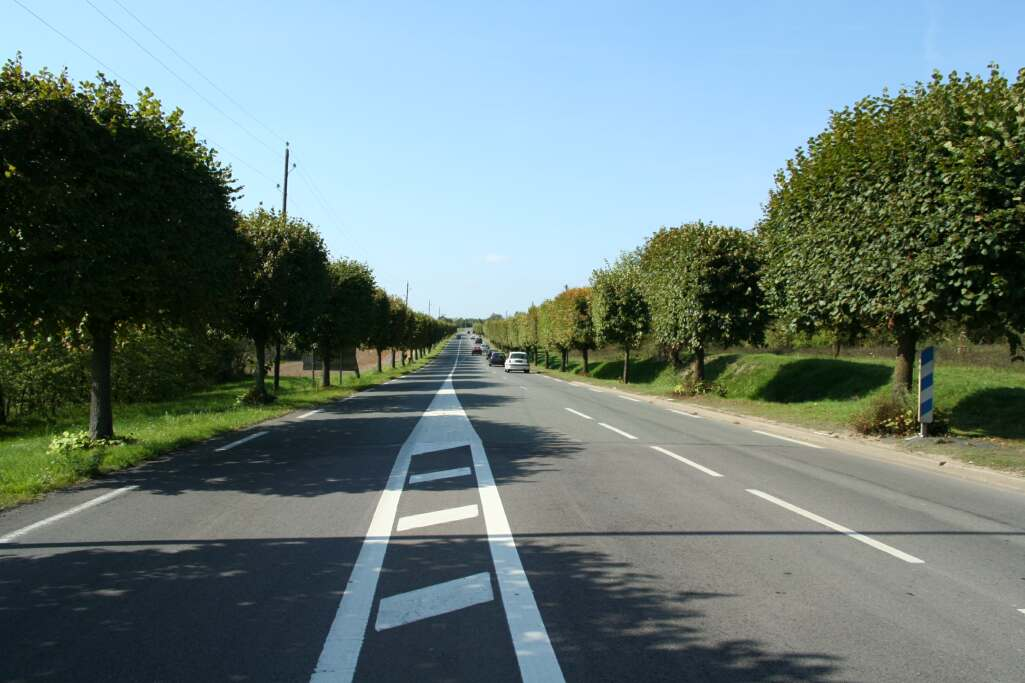
La route à la sortie d'Orgeval.

Au-delà de l'échangeur avec les autoroutes A13 et A14 et de la traversée d'Orgeval, elle a conservé un caractère plus rural, d'autant plus que le tracé moderne évite le centre des agglomérations. Entre Mézières et Mantes-la-Ville, elle longe la Seine dans un espace resserré ou s'insèrent aussi la voie ferrée (ligne Paris-Rouen) et l'autoroute de Normandie. 
Sur le plan administratif, cette route est aujourd'hui une route départementale, qui porte le numéro D 113, sauf le  tronçon compris entre le poteau d'Épône (intersection avec la route venant de Rambouillet) et l'échangeur Épône-Gargenville de l'autoroute où elle est numérotée D 191. Ce dernier numéro est celui de l'axe Corbeil-Mantes-la-Jolie via Rambouillet.

## Histoire

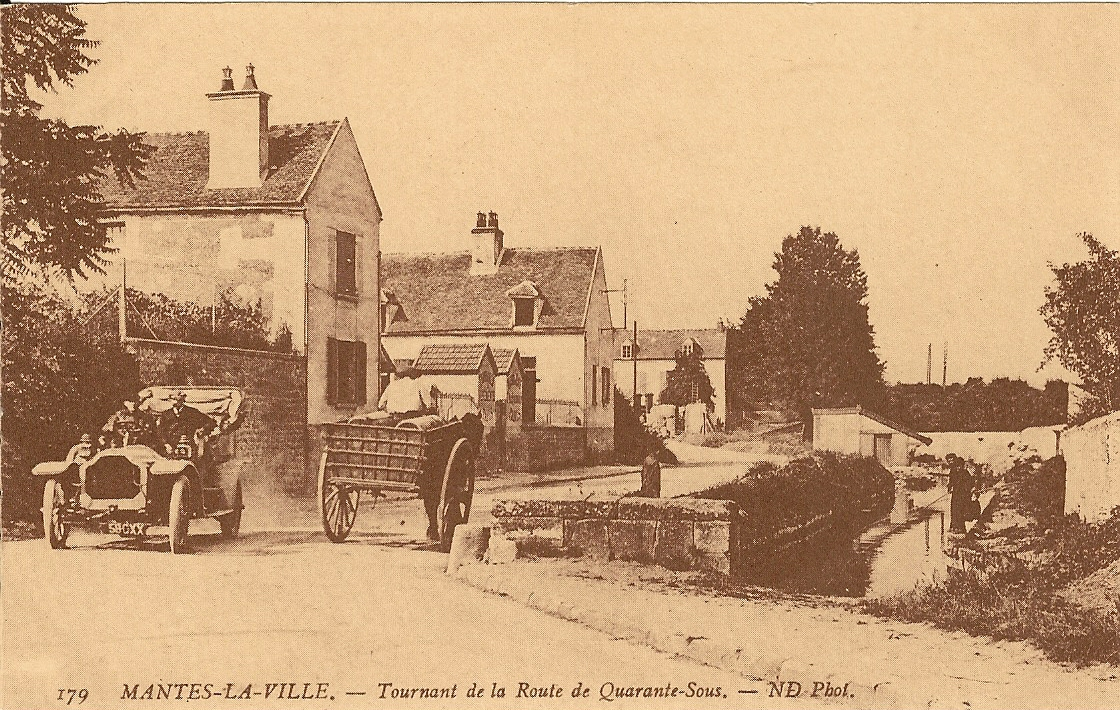
La route de quarante sous à Mantes-la-Ville au début du XX.

Au XVIIIe siècle, l'itinéraire normal de Saint-Germain-en-Laye à Mantes-la-Jolie suivait la rive droite de la Seine, via Meulan. C'était la « route basse de Normandie », (par opposition à la « route haute » qui passait par le plateau du Vexin entre Pontoise et Rouen, suivant l'actuelle route nationale 14). La traverse directe via Épône était alors un simple chemin. Les travaux de construction de la route ont commencé en 1772 et sont achevés une vingtaine d'années plus tard pendant la Révolution. 
Administrativement, cette voie prit sous la Révolution française le nom de « route départementale de 4e classe no 19 ». Elle devint successivement « route royale de 3e classe no 19 » sous la Restauration, puis « route nationale no 190 » sous la IIe République (1848), puis « route impériale no 190 » sous le Second Empire et reprit son nom de « route nationale no 190 » sous la IIIe République.
En 1951, elle devint « route nationale 13 » échangeant son numéro avec celui de l'itinéraire de rive droite via Meulan. Enfin en 1976, elle est partiellement déclassée en « route départementale n° 113 » entre l'échangeur autoroutier d'Orgeval et Mantes-la-Jolie.

## Origine du nom
Une brochure de l'association Histoire de Chambourcy, de Retz et d’Aigremont (HISCREA) identifie quelques origines possibles pour le nom usuel donné à la route. Le registre des délibérations de la mairie de Saint-Germain-en-Laye le cite en 1835 :
« Entre 1827 et 1853, les Ateliers nationaux rétribuaient quarante sous le travail journalier des ouvriers. » Et ainsi « dans les années 1830, les habitants requis de toute l'Élection de Mantes recevaient une indemnité journalière de quarante sous pour le transport des matériaux destinés à l'entretien de la route. » Mais par ailleurs, « Quarante sous représentaient la valeur d'estimation du mètre superficiel (m²) de terrain exproprié pour l'alignement de la route. »